# Ringiseido
Ringiseido – wywodząca się z kultury japońskiej, forma komunikacji w przedsiębiorstwie, w której podstawą jest proces kolektywnego podejmowania decyzji, ringi (jap. rin – przedstawienie propozycji przełożonemu i uzyskanie akceptacji, gi – rozważania i postanowienia).
W ringi postrzega się człowieka jako członka określonej wspólnoty. Osoba przewodząca takiej wspólnocie musi zapewnić jej harmonię i stąd potrzeba konsultowania każdej decyzji.
Na gruncie organizacji w trakcie procesu ringi, dokument zawierający określone założenia zmiany polityki, przekazywany jest kolejnym menadżerom w celu uzyskania akceptacji lub, poprzez przesyłanie dokumentu pionowo, czy poziomo w strukturze organizacyjnej, uzyskania aprobaty adresatów odnośnie do przedstawianej kwestii. Ze względu na wykorzystanie pisemnej formy, proces ten ma charakter sformalizowany. Działania, o które apeluje się w ringi dotyczą zmiany polityki w przekroju całego przedsiębiorstwa. W rezultacie procesu ringi otrzymuje się zaakceptowaną wersję zaleceń.
Przed podjęciem decyzji o wprowadzeniu ringi, w niektórych przedsiębiorstwach mogą odbyć się nieoficjalne spotkania, których celem jest osiągnięcie porozumienia przed podjęciem ostatecznej decyzji odnośnie do konkretnej sprawy. Jest to tworzenie swoistego przedpola, które gwarantuje wnioskodawcy zmian uniknięcie dużych oporów na drodze do uzyskania zgody i w konsekwencji utraty reputacji w przedsiębiorstwie.
Proces ringi sprzyja
- poprawie komunikacji w organizacji oraz
- wzmocnieniu motywacji pracowników.

Powoduje jednak, że
- rozmywa się odpowiedzialność za decyzje oraz
- wydłuża czas ich podejmowania.